# Письменская, Анна Сергеевна
Анна Сергеевна Письменская (укр. Ганна Сергіївна Письменська, род. 12 марта 1991 года, Винница, УССР) — украинская прыгунья в воду, чемпионка Европы, участница 4 летних Олимпийских игр (2008, 2012, 2020, 2024). В синхронных прыжках выступала в паре с Еленой Фёдоровой и Марией Волощенко. Заслуженный мастер спорта Украины (2016).

## Биография
В пять лет Письменская начала заниматься спортом, сначала это была акробатика, в десять лет занялась прыжками в воду. В 14 лет переехала из Винницы в Луганск, занималась в местном СК «Спартак». С ней индивидуально занимается главный тренер сборной Украины по прыжкам в воду Тамара Токмачова. Училась в Луганском национальном университете.
В 2007 году Письменская дебютировала на международных соревнованиях. В 2008 году выступила на Олимпийских играх, в синхронных прыжках в паре с Марией Волощенко заняла 7-е место, в индивидуальных соревнованиях не сумела пройти квалификацию. В 2009 году выиграла золотую медаль на чемпионате Европы среди юниоров. В паре с Фёдоровой Письменская стала серебряным призёром трёх чемпионатов Европы. В 2017 году на домашнем чемпионате Европы она одержала победу в прыжках с трамплина на высоте 3 м.